# Nuoto ai XIX Giochi del Mediterraneo - 200 metri stile libero femminili
La gara dei 200 metri stile libero femminili ai XIX Giochi del Mediterraneo si è svolta il 2 luglio 2022. Al mattino si sono svolte le batterie, mentre la finale si è disputata nel pomeriggio.

## Podio
| Pos. | Atleta       | Nazione  |
| ---- | ------------ | -------- |
|      | Janja Šegel  | Slovenia |
|      | Katja Fain   | Slovenia |
|      | Alice Mizzau | Italia   |

## Record
Prima della manifestazione il record del mondo (RM) e il record dei Giochi del Mediterraneo (RG) erano i seguenti.
|  | 1'52"98 | Federica Pellegrini | 29 luglio 2009 Roma    |
|  | 1'58"91 | Patricia Castro     | 30 giugno 2009 Pescara |

Durante la competizione è stato migliorato il seguente record:
|  | 1'56"68 | Janja Šegel |

## Risultati

### Batterie
| Pos. | Batteria | Corsia | Atleta              | Nazionalità | Tempo   | Note |
| ---- | -------- | ------ | ------------------- | ----------- | ------- | ---- |
| 1    | 2        | 4      | Janja Šegel         | Slovenia    | 2'00"04 | Q    |
| 2    | 3        | 4      | Katja Fain          | Slovenia    | 2'00"17 | Q    |
| 3    | 2        | 3      | Lucile Tessariol    | Francia     | 2'00"42 | Q    |
| 4    | 1        | 4      | Alice Mizzau        | Italia      | 2'01"04 | Q    |
| 5    | 3        | 5      | Océane Carnez       | Francia     | 2'01"11 | Q    |
| 6    | 2        | 3      | Noemi Cesarano      | Italia      | 2'01"54 | Q    |
| 7    | 1        | 3      | Ainhoa Campabadal   | Spagna      | 2'02"20 | Q    |
| 8    | 2        | 6      | Francisca Martins   | Portogallo  | 2'02"38 | Q    |
| 9    | 3        | 2      | Tamila Holub        | Portogallo  | 2'02"45 |      |
| 10   | 2        | 5      | Merve Tuncel        | Turchia     | 2'02"47 |      |
| 11   | 1        | 6      | Xanthi Mitsakou     | Grecia      | 2'02"91 |      |
| 12   | 3        | 6      | Paula Juste         | Spagna      | 2'03"51 |      |
| 13   | 1        | 5      | Beril Böcekler      | Turchia     | 2'04"53 |      |
| 14   | 2        | 2      | Chrysoula Mitsakou  | Grecia      | 2'06"42 |      |
| 15   | 1        | 2      | Lilia Sihem Midouni | Algeria     | 2'11"14 |      |
| 16   | 2        | 7      | Sara Dande          | Albania     | 2'19"31 |      |

### Finale
| Pos. | Corsia | Atleta            | Nazionalità | Tempo   | Note |
| ---- | ------ | ----------------- | ----------- | ------- | ---- |
|      | 4      | Janja Šegel       | Slovenia    | 1'56"68 |      |
|      | 5      | Katja Fain        | Slovenia    | 1'57"49 |      |
|      | 6      | Alice Mizzau      | Italia      | 1'59"95 |      |
| 4    | 3      | Lucile Tessariol  | Francia     | 2'00"40 |      |
| 5    | 2      | Océane Carnez     | Francia     | 2'01"12 |      |
| 6    | 7      | Noemi Cesarano    | Italia      | 2'01"21 |      |
| 7    | 8      | Francisca Martins | Portogallo  | 2'02"02 |      |
| 8    | 1      | Ainhoa Campabadal | Spagna      | 2'02"20 |      |